# Комуністичне суспільство
У марксизмі, комуністичне суспільство або комуністичний лад — тип суспільства та економічної системи, яке характеризується спільною власністю на засоби виробництва, безкоштовним доступом до споживчих товарів, безкласовим суспільством, а також відсутністю держави та грошей.